# Goose house
Goose house (japanska: グース ハウス) är ett japanskt band bildat 2011 som gjort sig kända genom coverspelningar och originallåtar som framförts på internetlivespelningar, som därefter laddats upp låt för låt på YouTube.

## Diskografi
- Goose house Phrase #01 (2011) självutgivet
- Goose house Phrase #02 Sky (2011) självutgivet
- Goose house Phrase #03 Wandering (2012) självutgivet
- Goose house Phrase #04 Beautiful Life (2012) självutgivet
- Goose house Phrase #05 この指とまれ (2013) endast såld digitalt
- Goose house Phrase #06 サクラへ (2013) endast såld digitalt
- Goose house Phrase #07 Soundtrack? (2013) självutgivet
- Goose house Phrase #08 オトノナルホウヘ→／恋はヒラひらり (2014) Sony Music, slutlåt i varje avsnitt av animen Gin no Saji säsong två.
- Goose house Phrase #09 光るなら (2014) Sony Music, öppningslåt i avsnitt 1-11 av animen Shigatsu wa Kimi no Uso
- Goose house Phrase #10 Milk (2015) Sony Music
- Goose house Phrase #11 Bitter (2015) självutgivet
- Goose house Phrase #12 LOVE & LIFE (2015) Sony Music
- 恋愛小説と、通過列車と、1gのため息 (2016) självutgivet
- Goose house Phrase #13 Fly High, So High (2016) Sony Music
- Goose house Phrase #14 僕らだけの等身大 (2017) Sony Music
- Goose house Phrase #15 HEPTAGON (2017) Sony Music